# Hónapos retek
| Energia 16 kcal 66 kJ |        |
| Szénhidrátok | 3.40 g |
| - Cukrok 1.86 g |        |
| - Étkezési rostok 1.6 g |        |
| Zsír | 0.10 g |
| Fehérje | 0.68 g |
| Tiamin (B1-vitamin) 0.012 mg | 1%     |
| Riboflavin (B2-vitamin) 0.039 mg                                                                                                | 3%     |
| Niacin (B3-vitamin) 0.254 mg | 2%     |
| Pantoténsav (B5-vitamin) 0.165 mg                                                                                               | 3%     |
| B6-vitamin 0.071 mg | 5%     |
| Folsav (B9-vitamin) 25 μg | 6%     |
| C-vitamin 14.8 mg | 18%    |
| Kalcium 25 mg | 3%     |
| Vas 0.34 mg | 3%     |
| Magnézium 10 mg | 3%     |
| Foszfor 20 mg | 3%     |
| Kálium 233 mg | 5%     |
| Cink 0.28 mg | 3%     |
| A százalékos értékek az amerikai felnőttek számára javasolt napi mennyiségre (RDA) vonatkoznak. Forrás: USDA tápanyag adatbázis |        |

A hónapos retek (Raphanus sativus L. var. sativus) a káposztafélék (Brassicaceae) családjába tartozó növény, a retek (Raphanus sativus) egy termesztett változata. Egyéves növény, mert miután kifejlesztette gumóját, rövidesen magszára nő, amelyen magokat érlel, majd elpusztul. A vetéstől számított 5-6 hónap alatt az egész életciklusa lezajlik.
Megvastagodott szik alatti szárát (hipokotil) fogyasztjuk, ez adja a növény gumóját. A leggyakrabban termesztett változatoknál ez általában piros, gömbölyű, vagy tojásdad alakú, de nagyon sok szín és alakváltozat létezik. Akár már egy hónap alatt eléri a betakarítási méretét.
A gumó húsa fehér, esetleg pirosas. Levelei többnyire serteszőrösek, de léteznek csupasz levelű fajták is, melyeknek a lombja is fogyasztható.

## Termesztése
A hónapos retket szinte az egész Földön termesztik. Európába Marco Polo hozta be Kínából.
Hideg- és fagytűrő, ezért az egyik legkorábban elvethető zöldség. Magjai, már 2-3 °C-on csírázni kezdenek, ezért szabadföldi termesztésnél már február–március környékén elvethetők. Vetése sekélyen, 1-2 cm mélységben történik, sortávolsága 15-20 cm. A tőtávolságot később egyeléssel alakítjuk ki.
A hónapos retek (és általában a gyökérzöldségek) termesztésekor kerülni kell a frissen trágyázott talajt. Legjobban homokos, laza, tápdús talajon díszlik.
Csírázási, fejlődési optimuma 15-20 °C között van.
Csírázás után szükség esetén egyeléssel biztosítjuk a megfelelő tőtávolságot. A tenyészidőszak alatt ápolása elsősorban kapálásból, gyomlálásból és öntözésből áll. A betakarítást érdemes több hullámban végezni, mert a gumók sokszor nem egységes sebességgel növekszenek, és a nagyobb gumók betakarítása után a fejletlenebbek több tápanyaghoz jutván lehetőségük adódik a gyorsabb növekedésre. Tenyészideje rövid, mindössze 30-50 nap.

### Hibák a termesztés során
- A hónapos retek tipikus hosszúnappalos növény, ami azt jelenti, hogy a nappalok hosszabbodása során növekvő fénymennyiség hatására könnyedén felmagzik, nem fejleszt gumót. Ezért csak kora tavasszal és ősszel érdemes vetni.
- A hónapos reteknek nagy vízigénye van, száraz talajban idő előtt megpudvásodik, puha, összenyomható, üreges lesz, egyenetlen vízellátás a gumók kirepedését és szőrösödését okozza.
- Frissen trágyázott talajban könnyen „kukacosodik”, és trágyaízt kap.
- Túlságosan kötött talajon erős, kellemetlenül csípős ízű lesz.

## Növényvédelem
Rövid tenyészideje miatt a hónapos retekkel nincs túlzottan sok gond növényvédelmi szempontból, de néhány kórokozója, és károkozója így is kárt tehet a veteményben.

### Kártevők
Száraz tavaszokon a földibolha szívogatja a retek leveleit, tömeges elszaporodásuk esetén a levelek apró, kifehéredett foltjai is jelzik a kártételt. Ellene vegyszeres védekezésre nincs lehetőség, mert a permetszer élelmezés-egészségügyi várakozási ideje hosszabb, mint a permetezéstől a tenyészidőszak végéig tartó időszak. Naponta többszöri hideg vizes permetezéssel tarthatók távol a veteménytől. A gyökérlégy lárvája okozza a retek megkukacosodását, ami ellen még a megvetéskor kell védekezni a talaj fertőtlenítésével, vagy megfelelő vegyszerrel. Nem ritka kártevő a meztelencsiga sem, mely ellen a vegyszeres védekezésen kívül különböző biológiai védekezési módszereket is bevethetünk.
Ha számíthatunk a lótücsök kártételére, ellene is talajfertőtlenítéssel kell védekezni.

### Kórokozók
Szükség esetén a retek szikleveles korától meg lehet kezdeni a védekezést a retekperonoszpóra és a retek albújós betegsége, illetve palántadőlés ellen.

## Felhasználása
A hónapos retek azon ritka zöldségek közé tartozik, amelyet a nyugati kultúrkörben elsősorban nyersen szokás elfogyasztani.
A hónapos retket, szemben a fekete retekkel, érzékenyebb gyomrúak is fogyaszthatják, mert kisebb a rost és illóolaj tartalma, így kevéssé terheli meg az emésztőrendszert.
A hónapos retek nem kizárólag csak nyersen, hanem a többi zöldségféléhez hasonlóan párolva, főzeléknek elkészítve is felkínálható. Távolkeleti országokban változatosan fűszerezik, önálló ételként, köretként is minden társadalmi réteg kedvelt eledele. Az indiai retekfőzelék hónapos retekből is elkészíthető, mustármaggal, csilipaprikával, római köménnyel, asafeotidával, kurkumával fűszerezve kellemes, enyhén pikáns, vitamingazdag táplálékot eredményez.

## Lásd még
- Retek